# Duque Bacelar
Duque Bacelar é um município brasileiro do estado do Maranhão. Localiza-se no Leste Maranhense, na microrregião de Coelho Neto. Faz parte da Região dos Timbiras. De acordo com o site da Prefeitura de Duque Bacelar, o atual prefeito é o senhor Francisco Flávio Lima Furtado, filiado ao Partido Democrático Trabalhista (PDT). 

## História
De acordo com a Enciclopédia dos Municípios Brasileiros, de autoria do Instituto Brasileiro de Geografia e Estatística (IBGE), a cidade de Duque Bacelar, deu-se exclusivamente a interesse particulares de duas famílias de destaque no município de Coelho Neto. O clã dos Bacelar cuja geração é considerada autóctone, era de maior influência do município.
Vindo do Alto Sertão Maranhense, o capitalista José de Ribamar Oliveira com sua família, estabeleceu-se no povoado Garapa, durante 15 anos, sem maiores problemas com a família Bacelar. Com a morte do chefe do clã, o coronel Raimundo de Melo Bacelar, em 1954, começou o desentendimento entre as duas famílias o que veio originar a criação do município de Duque Bacelar, pelo desmembro, os separativistas, visto contar com a influência política e o prestígio de um dos membros que na época era Deputado Estadual.
O topônimo Duque Bacelar foi dado ao novo município em homenagem póstuma ao coronel Raimundo Melo Bacelar, conhecido pela alcunha Duque Bacelar. O município foi criado pela Lei Estadual n° 1294, de 7 dezembro de 1954, contudo o povoado Garapa sede do município foi elevado a categoria de sede em 1° de janeiro de 1955.

## Geografia
A área do município de Duque Bacelar é de 317,494 quilômetros quadrados, o que o coloca na posição 201 dentre as 217 cidades do estado do Maranhão.
| Área da unidade territorial [2024] | 317,494 km²                                              |
| Hierarquia urbana [2018]           | Centro Local                                             |
| Região de Influência [2018]        | Arranjo Populacional de Teresina/PI - Capital Regional A |
| Região intermediária [2024]        | Caxias                                                   |
| Região imediata [2024]             | Caxias                                                   |
| Mesorregião [2022]                 | Leste Maranhense                                         |
| Microrregião [2022]                | Coelho Neto                                              |

Fonte: IBGE
| Bioma predominante [2024]             | Cerrado       |
| Área urbanizada [2019]                | 1,92 km²      |
| Esgotamento sanitário adequado [2010] | 35,8 %        |
| Arborização de vias públicas [2010]   | 77,4 %        |
| Urbanização de vias públicas [2010]   | 0 %           |
| População exposta ao risco [2010]     | 1.013 pessoas |

Fonte: IBGE
População
De acordo com o Censo Demográfico de 2022, a população do município de Duque Bacelar era de 10.223 habitantes e a densidade demográfica era de 32,2 habitantes por quilômetro quadrado. Comparando-se com outros municípios do estado do Maranhão, ficava nas posições 170 e 44 de 217. A população estimada para 2024 era de 10.448 pessoas. 
Saúde
Em 2022, a taxa de mortalidade infantil média na cidade de Duque Bacelar era de 12,2 para 1.000 nascidos vivos.
| Mortalidade Infantil [2022]              | 12,2 óbitos por mil nascidos vivos       |
| Internações por diarreia pelo SUS [2022] | 577,1 internações por 100 mil habitantes |
| Estabelecimentos de Saúde SUS [2009]     | 6 estabelecimentos                       |

Fonte: IBGE
Educação
Em 2010, a taxa de escolarização de 6 a 14 anos de idade do município de Duque Bacelar era de 95,8%. Comparando-se com outros municípios do estado do Maranhão, ficava na posição 152 de 217.
| Taxa de escolarização de 6 a 14 anos de idade [2010]             | 95,8 %           |
| IDEB – Anos iniciais do ensino fundamental (Rede pública) [2023] | 6,9              |
| IDEB – Anos finais do ensino fundamental (Rede pública) [2023]   | 4,8              |
| Matrículas no ensino fundamental [2023]                          | 2.013 matrículas |
| Matrículas no ensino médio [2023]                                | 467 matrículas   |
| Docentes no ensino fundamental [2023]                            | 156 docentes     |
| Docentes no ensino médio [2023]                                  | 30 docentes      |
| Número de estabelecimentos de ensino fundamental [2023]          | 22 escolas       |
| Número de estabelecimentos de ensino médio [2023]                | 2 escolas        |

Fonte: IBGE
Economia
Em 2021, o PIB per capita do município de Duque Bacelar era de R$ 7.591,12. Comparando-se com outros municípios do estado do Maranhão, ficava na posição 168 de 217.
| PIB per capita [2021]                                                                           | 7.591,12 R$      |
| Índice de Desenvolvimento Humano Municipal (IDHM) [2010]                                        | 0,533            |
| Total de receitas brutas realizadas [2023]                                                      | 74.448.844,36 R$ |
| Transferências correntes (Percentual em relação às receitas correntes brutas realizadas) [2023] | 89,72 %          |
| Total de despesas brutas empenhadas [2023]                                                      | 71.133.239,12 R$ |

Fonte: IBGE
| Salário médio mensal dos trabalhadores formais [2022]                                             | 1,8 salários mínimos |
| Pessoal ocupado [2022]                                                                            | 865 pessoas          |
| População ocupada [2022]                                                                          | 8,46 %               |
| Percentual da população com rendimento nominal mensal per capita de até 1/2 salário mínimo [2010] | 58,6 %               |

Fonte: IBGE